# Arvid Backlund-gården
Arvid Backlund-gården är ett konstnärshem beläget i Kyrkbyn i Svärdsjö. Här visas såväl Arvid Backlunds skulpturer som andra konstnärers alster. Förutom utställningen i två ateljérum visas konstnärens bostad. 1975 donerades gården av makarna Arvid och Ester Backlund till Svärdsjö hembygdsförening. 

## Historik
Arvid Backlund föddes 1895 och har gjort sig mest känd som skulptör. Han har avbildat många kända personligheter, bland annat Stig Borglind, Nathan Söderblom och Carl Larsson. I konstsamlingen på gården ingår brons- och stenskulpturer, reliefer, gipsförlagor till porträttskulpturer samt en mindre mängd kyrklig konst. I bostadshuset finns en stor samling konst av samtida konstnärer, bland annat Rättviksbon Jerk Werkmäster. 
Arvid Backlund byggde gården i mitten av 1920-talet och använde den först som sommarstuga då han främst var verksam i Stockholm. Gården blev senare permanentbostad för honom och hans hustru Ester Backlund. 1975 donerade makarna gården till Svärdsjö hembygdsförening men bodde kvar i huset till Arvids död 1985. Sommartid arrangeras separata utställningar av andra konstnärer i ett av ateljérummen samt i ett härbre på gården. Mellan juni och augusti månad hålls guidade visningar av gården och huset samt vissa kvällar olika kulturprogram. Tomten är belägen i närheten av Svärdsjö Kyrka där Såningsmannen, ett av Backlunds mest kända verk står rest. En gipsförlaga till skulpturen ingår i den ordinarie utställningen.
Svärdsjö hembygdsförening driver verksamheten medan Falu kommun äger och sköter underhållet av gården.  
| År   | Utställare i ateljén                                                         | Utställare i härbret                  | Ref.  |
| ---- | ---------------------------------------------------------------------------- | ------------------------------------- | ----- |
| 2018 | Magnus Wennman: foto                                                         | Eloise Lindström: digital konst       | [ 1 ] |
| 2017 | Sonia Brandes: pappersklipp                                                  | Vävstugan Heden: mattor, konstbrickor | [ 2 ] |
| 2016 | May Lindholm: skulptur Lisbeth Boholm: måleri och stentryck                  | Sara Solén: akrylmålning              | [ 3 ] |
| 2015 | Staffan Svensson: träskulpturer Hilda Lindström: digitala porträtt, trätryck | Svärdsjöskolan: gipsmasker            | [ 4 ] |
| 2014 | Peter Flinck: keramik, emalj, glas Jonas Ahlin: keramik, emalj, glas         | Linnéa Olsson: digital konst          | [ 5 ] |
| 2013 | Gunilla Wänn: blomstermåleri                                                 | Lisa Karlgren: foto                   | [ 6 ] |